# Melaleuca dawsonii
Melaleuca dawsonii är en myrtenväxtart som beskrevs av Lyndley Alan Craven. Melaleuca dawsonii ingår i släktet Melaleuca och familjen myrtenväxter. Inga underarter finns listade i Catalogue of Life.